# Thyenillus
Thyenillus Simon, 1910 è un genere di ragni appartenente alla famiglia Salticidae.

## Etimologia
Il nome deriva dal genere Thyene Simon, 1885, con cui ha varie caratteristiche in comune e il suffisso -illus, probabilmente per le dimensioni minori.

## Distribuzione
L'unica specie oggi nota di questo genere è stata rinvenuta sull'isola di Bioko, nel golfo di Guinea.

## Tassonomia
A dicembre 2010, si compone di una specie:
- Thyenillus fernandensis Simon, 1910[2] — Bioko (golfo di Guinea)